# Orekrog Skov
Orekrog Skov er en privat skov, der ligger i  Midtsjælland  ved Mørkøv mellem Holbæk og Jyderup.
Skoven hænger sammen ved flere andre skove Nyvænge, Hellede Skov ,Vedebjerg Skov og Nørreskov.
Skoven er i dag gennemskåret af Skovvejen primærrute 23 som er en firesporet  motortrafikvej der går mellem Holbæk og Kalundborg. Der er ikke passage mellem de to dele af skoven, hvor motortrafikvejen skærer igennem. De gamle stier ender derfor ved motortrafikvejen.
I den nordlig del af skoven hvor motortrafikvejen skærer sig igennem, er der lavet en rasteplads ved navn  Møllekrog, rastepladsen har toiletter og et kort over området. Vejdirektoratet har i fremtiden planer at Skovvejen ophøjes til motorvej (Kalundborgmotorvejen), når Skovvejen ophøjes til motorvej vil  rastepladsen Møllekrog blive lukket, og der vil blive lavet en ny rasteplads ved  byen Mørkøv.
|  | Denne artikel om lokaliteten Orekrog Skov kan blive bedre, hvis der indsættes et (bedre) billede. Du kan hjælpe ved at afsøge Wikimedia Commons for et passende billede eller lægge et op på Wikimedia Commons med en af de tilladte licenser og indsætte det i artiklen. |

55°39′7.79″N 11°32′10.87″Ø / 55.6521639°N 11.5363528°Ø